# Claudia Müller (Politikerin)

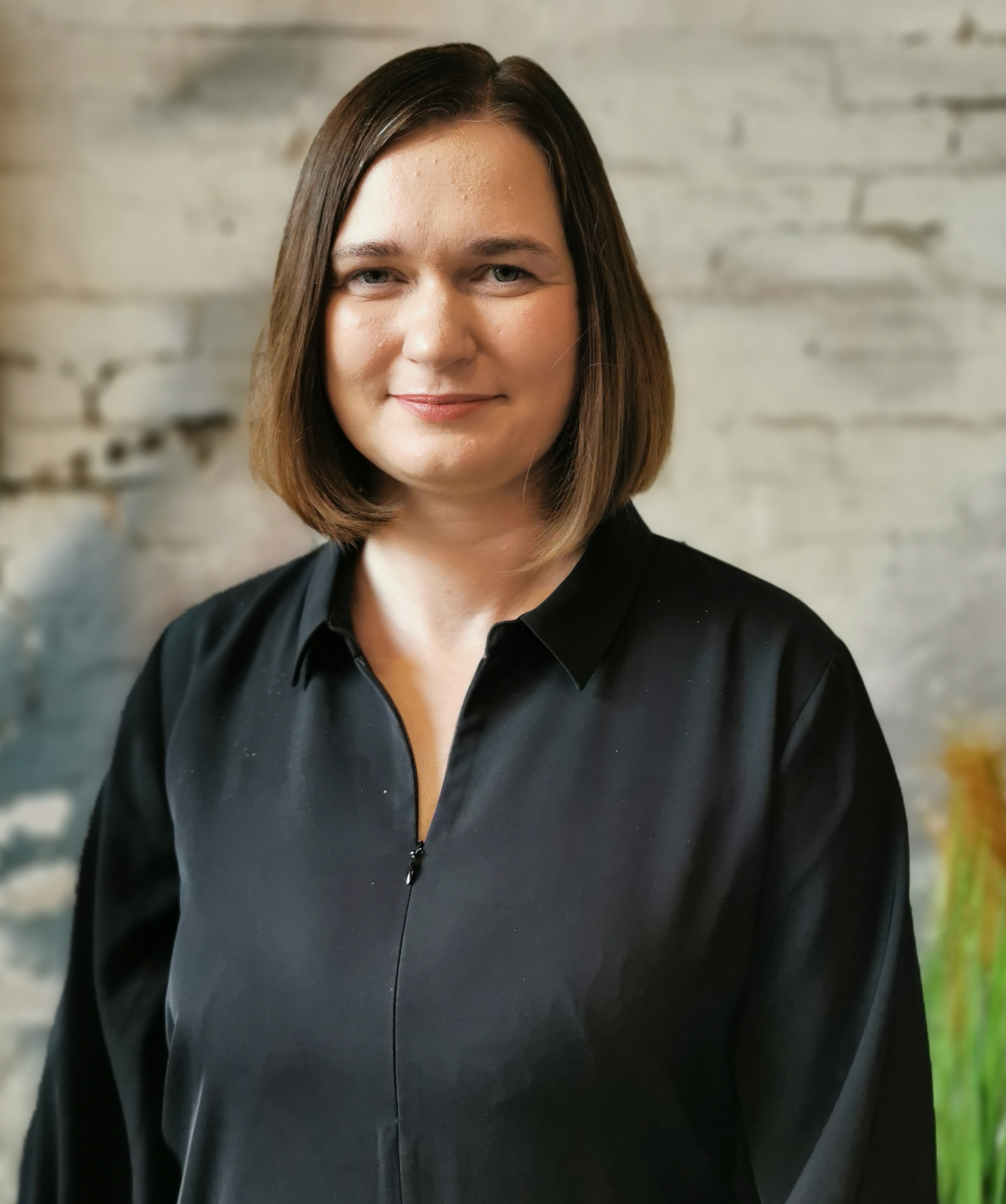
Claudia Müller (2022)

Claudia Heike Müller (* 10. August 1981 in Rostock; DDR) ist eine deutsche Politikerin (Bündnis 90/Die Grünen). Seit 2017 ist sie Mitglied des Deutschen Bundestages. Sie war von 2023 bis 2025 Parlamentarische Staatssekretärin bei dem Bundesminister für Ernährung und Landwirtschaft und zusätzlich von 2024 bis 2025 Parlamentarische Staatssekretärin bei dem Bundesminister für Bildung und Forschung.
Von Oktober 2012 bis Februar 2018 war sie eine der beiden Vorsitzenden des Landesverbandes Mecklenburg-Vorpommern ihrer Partei.

## Leben
Claudia Müller machte 2002 ihr Abitur am Gymnasium am Goetheplatz in Rostock. 1998/99 verbrachte sie ein Jahr als Austauschschülerin in den USA. Sie studierte ab 2002 an der Fachhochschule Stralsund Baltic Management Studies und schloss dies 2007 ab. Sie war seit 2000 als freiberufliche Reiseleiterin und seit 2008 als medienpädagogische Projektentwicklerin für die Identity Films Medienwerkstatt tätig. Von Oktober 2011 bis August 2012 war sie als Elternzeitvertretung die Geschäftsführerin der Stralsunder Bürgerschaftsfraktion Forum Kommunalpolitik. Von Februar 2012 bis Mai 2014 war sie die Fraktionsgeschäftsführerin der Grünen-Kreistagsfraktion Vorpommern-Rügen.
Müller hat zwei Kinder.

## Politik
Von 2009 bis Mai 2012 war Müller in Stralsund Vertreterin der Bürgerschaftsfraktion Forum Kommunalpolitik im Rechnungsprüfungsausschuss. Seit 2011 ist sie Mitglied von Bündnis 90/Die Grünen. Im selben Jahr war sie die Spitzenkandidatin in den Stralsunder Wahlbereichen für die Kommunalwahlen 2011 und von September 2011 bis Mai 2014 Mitglied des Kreistages von Vorpommern-Rügen. Dort war sie die stellvertretende Fraktionsvorsitzende und ordentliches Mitglied des Haushalts- und Finanzausschusses. Sie war weiterhin Mitglied des internationalen Arbeitskreises und stellvertretende Vorsitzende der Ehrenkommission des Kreistages und als stellvertretendes Mitglied im Kreisausschuss und im Wirtschaftsausschuss aktiv. Bei der Kommunalwahl am 25. Mai 2014 erzielte Bündnis 90/Die Grünen mit Müller als Spitzenkandidatin 5,6 % und zog wieder in Fraktionsstärke in den Kreistag ein. Müller vertrat als Fraktionsvorsitzende die Fraktion im Kreisausschuss. Sie wurde ebenfalls in die Bürgerschaft der Hansestadt Stralsund gewählt. Nach ihrer Wahl in den Bundestag legte sie im Oktober 2017 ihr Mandat in der Stralsunder Bürgerschaft nieder. Im Kreistag gab sie den Fraktionsvorsitz ab. Nach der Kommunalwahl im Mai 2019 wurde Müller zur 2. stellvertretenden Kreistagspräsidentin gewählt. 2022 schied sie aus dem Kreistag aus.
Claudia Müller wurde am 14. Oktober 2012 zur Landesvorsitzenden von Bündnis 90/Die Grünen Mecklenburg-Vorpommern gewählt; sie erhielt 57 von 73 gültigen Stimmen. Müller war damit Nachfolgerin von Kerstin Felgner, die nicht wieder antrat. Die quotierte Doppelspitze bildete sie mit Andreas Katz. Bei der Landesdelegiertenkonferenz in Wismar am 11. Oktober 2014 wurde Müller als Vorsitzende wiedergewählt. 2016 wurde sie auf der Landesdelegiertenkonferenz in Neubrandenburg am 15. Oktober erneut gewählt. Müller setzte sich mit 57 zu 27 Stimmen gegen die ehemalige Landtagsabgeordnete Ulrike Berger durch. Neuer Co-Vorsitzender wurde Johann-Georg Jaeger.
Zur Bundestagswahl 2013 trat Müller als Direktkandidatin für den Wahlkreis 15 (Vorpommern-Rügen - Vorpommern-Greifswald I) sowie auf dem dritten Platz der Landesliste von Bündnis 90/Die Grünen Mecklenburg-Vorpommern an. Im Wahlkreis 15 errang sie 3,1 % der Erststimmen.
Am 26. April 2015 wurde Müller bei der Oberbürgermeister-Wahl in Stralsund mit 7,7 % der Stimmen bei einer Wahlbeteiligung in Höhe von 38,4 % Dritte hinter dem bisherigen Amtsinhaber Alexander Badrow, der 65,1 % der Stimmen erhielt, und Kerstin Kassner.
Bei der Bundestagswahl 2017 stand sie auf Platz 1 der Landesliste und zog als einzige Vertreterin der Grünen Mecklenburg-Vorpommern in den Bundestag ein. Sie ist Mittelstandsbeauftragte und Sprecherin für maritime Wirtschaft der Bundestagsfraktion Bündnis 90/Die Grünen. Im 19. Deutschen Bundestag ist Claudia Müller ordentliches Mitglied im Ausschuss für die Angelegenheiten der Europäischen Union, im Ausschuss für Wirtschaft und Energie, sowie im Unterausschuss Regionale Wirtschaftspolitik und ERP-Wirtschaftspläne. Sie gehört als stellvertretendes Mitglied dem Haushaltsausschuss und dem Verkehrsausschuss an. Auf der Landesdelegiertenkonferenz im Februar 2018 in Güstrow gab sie ihr Amt als Landesvorsitzende wegen ihres Bundestagsmandats auf.
Für die Bundestagswahl 2021 wurde Müller erneut auf Platz eins der Landesliste ihres Landesverbandes gewählt. Sie trat im Bundestagswahlkreis Vorpommern-Rügen – Vorpommern-Greifswald I an, in dem sie 7,3 Prozent der Erststimmen erhielt, und zog über die Landesliste in den 20. Bundestag ein. Im Rahmen der Koalitionsverhandlungen mit SPD und FDP gehörte Müller der Grünen Verhandlungsgruppe im Bereich Wirtschaft an. Von Januar bis Dezember 2022 war sie Koordinatorin der Bundesregierung für die maritime Wirtschaft und Tourismus. Außerdem war sie bis zu ihrer Ernennung zur Parlamentarischen Staatssekretärin Mitglied im Verteidigungsausschuss. Vom  9. Januar 2023 bis zum 6. Mai 2025 war sie als Nachfolgerin von Manuela Rottmann Parlamentarische Staatssekretärin bei dem Bundesminister für Ernährung und Landwirtschaft Cem Özdemir. Nach dem Bruch der Ampelkoalition in Deutschland 2024 war sie von November 2024 bis zum 6. Mai 2025 zusätzlich Parlamentarische Staatssekretärin bei dem Bundesminister für Bildung und Forschung.
Bei der Oberbürgermeisterwahl in Rostock im November 2022 kandidierte sie für Bündnis 90/Die Grünen. Sie erreichte in der ersten Runde mit 8,6 % den vierten Platz und verpasste damit den Einzug in die Stichwahl.
Bei der Bundestagswahl 2025 gewann sie erneut ein Mandat für den Deutschen Bundestag.
Seit 2025 ist Müller Parlamentarische Geschäftsführerin ihrer Fraktion.

## Mitgliedschaften
Müller ist Mitglied der überparteilichen Europa-Union Deutschland, die sich für ein föderales Europa und den europäischen Einigungsprozess einsetzt.
Bei Bündnis 90/Die Grünen ist sie in der Landesarbeitsgemeinschaft Frieden, Europa und Internationales (FREI) und in der Bundesarbeitsgemeinschaft Europa tätig. 